# Nagada-kulturen
Nagada-kulturen var en egyptisk kultur omkring det 4. årtusinde f.Kr. Nagada-kulturen opstod syd for Badari-kulturen, som den først levede parallelt med, men siden erstattede. Den kongemagt, som senere skulle udvikle sig til faraoernes herske over de to egyptiske kongedømmer, grundlagdes sandsynligvis i Nagada-kulturens eliter.
Nagada-kulturen bød på mange måder på nye teknologiske fremskridt, særligt indenfor keramikken. I Nagada-perioden begyndte man i Egypten at producere krukker af mergel, der teknisk er svært at bearbejde, men til gengæld giver en hård, kompakt højkvalitetskeramik. Lertøjet blev derfor også eksporteret – i den samtidige nubiske kultur har man fundet mange af disse egyptiske varer, særligt krukker.
Egentlige byområder opstod også i denne tid, hvilket gav plads til sociale eliter, der igen medførte udvikling i den egyptiske dødekult. I et enkelt tilfælde fra Hierakonpolis har man fundet en grav med et fem meter langt vægmaleri, ligesom gravgaver var hyppigt, og der i flere tilfælde blev bygget tilstødende kamre til gravene til gravgodset.

## Eksterne links
- Wikimedia Commons har flere filer relateret til Nagada-kulturen

25°57′00″N 32°44′00″Ø / 25.95°N 32.733333°Ø